# Kónya Ádám
Kónya Ádám (Brassó, 1935. február 10. – Sepsiszentgyörgy, 2008. november 25.) erdélyi magyar tanár, helytörténész, a Székely Nemzeti Múzeum igazgatója. A kolozsvári Babeș–Bolyai Tudományegyetemen földrajz-földtan szakán szerzett tanári oklevelet 1956-ban.

## Munkássága
1956-1960 között Sepsiszentgyörgyön, 1960-1962 között Kökösben tanár, 1962-1972 között a sepsiszengytörgyi pionírház vezetője, 1968-1970 között a Megyei Tükör napilap településlexikonának és műemlékrovatának  szerkesztője, 1972-től 1976-ig a  Népi Művészeti Iskola igazgatója, majd a gépipari szakközépiskola tanára. 1990-től 2000-ig a Székely Nemzeti Múzeum igazgatója. Elmondható róla, hogy tanácsaival, tudásával, tudománynépszerűsítő írásaival, szaktanulmányaival, előadásaival, közéleti szerepvállalásával, egész munkásságával népét, a székelységet szolgálta.

### Társadalmi munkássága
1989-1994 között az RMDSZ Kovászna megyei vezetőségének tagja, az erdélyi Református Egyházkerület zsinatának póttagja, az Erdélyi Múzeum-Egyesület (EME), A Sepsiszentgyörgyi Köepeczi Sebestyén  József Műemlékvédő Társaság, az Országos Széchenyi Kaszinó és az Országos Széchenyi Kör tagja. 1989-től Sepsiszentgyörgy város önkormányzati képviselője, a Székely Nemzeti Tanács alelnöke, és a Sepsiszentgyörgyi Székely Tanács elnöke volt. Az ő előterjesztése alapján fogadta el 2004. január 17-én az aránysávos kék lobogót saját jelképeként a Székely Nemzeti Tanács, amely, mint székely zászló az egész Székelyföldön elterjedt.

## Művei (válogatás)

### Szakközleményei
- Az Alutában megjelent szaktanulmányaiból különlenyomatban is forgalomba került:
  - A zaláni reneszánsz boltozat és falfestmény (1969);
  - Kós Károly-épületek Sepsiszentgyörgyön (1973);
  - Népi udvarházak Bikfalván (1974);
  - Orbán Balázs és a természeti földrajz (1977);
  - Uzon építészeti emlékei (1977).

### Kötetei
- Bálványos és környéke (társszerző, 1970);
- A Rétyi Nyír és környéke (1970)

## Díja
- Forster Gyula-díj (2000)